# Marcel Socaciu
Pas d'image ? Cliquez ici

a Compétitions nationales et continentales officielles uniquement.

b Matchs officiels uniquement.
Dernière mise à jour le 3 septembre 2018.
Sorin Marcel Socaciu, né le 23 avril 1972 à Mociu, est un joueur de rugby à XV roumain. Il évolue au poste de pilier (1,80 m pour 110 kg).
En 2005-2006, il évolue dans le club de ProD2 de Tarbes Pyrénées rugby.

## Carrière

### En club
- Rugby Rovigo  Italie 2001-2005
- Tarbes Pyrénées 2005-2006
- CA Périgueux 2006-2008

### Enéquipe de Roumanie
- Marcel Socaciu a connu sa première sélection le 18 novembre 2000 contre l'Italie.

## Palmarès

### Enéquipe de Roumanie
- 34 sélections
- Sélections par année : 1 en 2000, 3 en 2001, 3 en 2002, 9 en 2003, 9 en 2004, 8 en 2005, 1 en 2006

### Coupe du monde
- 2003 : 3 sélections (Irlande, Australie, Namibie).